# Dubai Tennis Championships 2011
Il Dubai Tennis Championships 2011 è stato un torneo di tennis giocato sul cemento, facente parte della categoria ATP World Tour 500 series nell'ambito dell'ATP World Tour 2011 e della categoria Premier nell'ambito del WTA Tour 2011. Sia il torneo maschile che femminile si sono giocati al The Aviation Club Tennis Centre di Dubai negli Emirati Arabi Uniti. Il torneo femminile si è giocato dal 14 al 20 febbraio, quello maschile dal 21 al 27 febbraio 2011.

## Partecipanti WTA

### Teste di serie
| Nazionalità | Giocatrice          | Ranking* | Testa di serie |
| ----------- | ------------------- | -------- | -------------- |
| Danimarca   | Caroline Wozniacki  | 1        | 1              |
| Russia      | Vera Zvonarëva      | 3        | 2              |
| Italia      | Francesca Schiavone | 4        | 3              |
| Australia   | Samantha Stosur     | 5        | 4              |
| Cina        | Li Na               | 7        | 5              |
| Serbia      | Jelena Janković     | 8        | 6              |
| Bielorussia | Viktoryja Azaranka  | 9        | 7              |
| Polonia     | Agnieszka Radwańska | 10       | 8              |
| Israele     | Shahar Peer         | 11       | 9              |
| Francia     | Marion Bartoli      | 15       | 10             |
| Italia      | Flavia Pennetta     | 16       | 11             |
| Estonia     | Kaia Kanepi         | 17       | 12             |
| Rep. Ceca   | Petra Kvitová       | 18       | 13             |
| Serbia      | Ana Ivanović        | 19       | 14             |
| Russia      | Alisa Klejbanova    | 22       | 15             |
| Russia      | Svetlana Kuznecova  | 23       | 16             |

- Ranking del 7 febbraio 2011.

### Altre partecipanti
Le seguenti giocatrici hanno ricevuto una wild-card per il tabellone principale:
- Jelena Dokić
- Bojana Jovanovski
- Sania Mirza

Le seguenti giocatrici sono entrate nel tabellone principale passando dalle qualificazioni:

- Kristina Barrois
- Zuzana Kučová
- Nuria Llagostera Vives
- Ayumi Morita
- Anastasija Pavljučenkova
- Peng Shuai
- Chanelle Scheepers
- Zhang Shuai

## Partecipanti ATP

### Teste di serie
| Nazionalità | Giocatore        | Ranking* | Testa di serie |
| ----------- | ---------------- | -------- | -------------- |
| Svizzera    | Roger Federer    | 2        | 1              |
| Serbia      | Novak Đoković    | 3        | 2              |
| Rep. Ceca   | Tomáš Berdych    | 7        | 3              |
| Russia      | Michail Južnyj   | 11       | 4              |
| Croazia     | Ivan Ljubičić    | 14       | 5              |
| Serbia      | Viktor Troicki   | 19       | 6              |
| Cipro       | Marcos Baghdatis | 21       | 7              |
| Lettonia    | Ernests Gulbis   | 22       | 8              |

* Le teste di serie sono basate sul ranking al 14 febbraio 2011.

### Altri partecipanti
I seguenti giocatori hanno ricevuto una wild-card per il tabellone principale:
- Omar Awadhy
- Michael Berrer
- Somdev Devvarman

I seguenti giocatori sono entrati nel tabellone principale passando dalle qualificazioni:

- Karol Beck
- Serhij Bubka
- Grigor Dimitrov
- Lukáš Rosol

## Campioni

### Singolare maschile
Novak Đoković ha battuto in finale  Roger Federer per 6–3, 6–3.
- È il 20º titolo in carriera per Đoković, il secondo dell'anno, il terzo consecutivo a Dubai.

### Singolare femminile
Caroline Wozniacki ha battuto in finale  Svetlana Kuznecova con il punteggio di 6–1, 6–3
- È il 1º titolo dell'anno per Caroline Wozniacki il 13° della sua carriera. È il 1° Premier 5 dell'anno il 3° della sua carriera.

### Doppio maschile
Serhij Stachovs'kyj /  Michail Južnyj hanno battuto in finale  Jérémy Chardy /  Feliciano López per 4–6, 6–3, [10-3]

### Doppio femminile
Liezel Huber /  María José Martínez Sánchez hanno battuto in finale  Květa Peschke /  Katarina Srebotnik con il punteggio di 7–6(5), 6–3